# Eira (distrito)

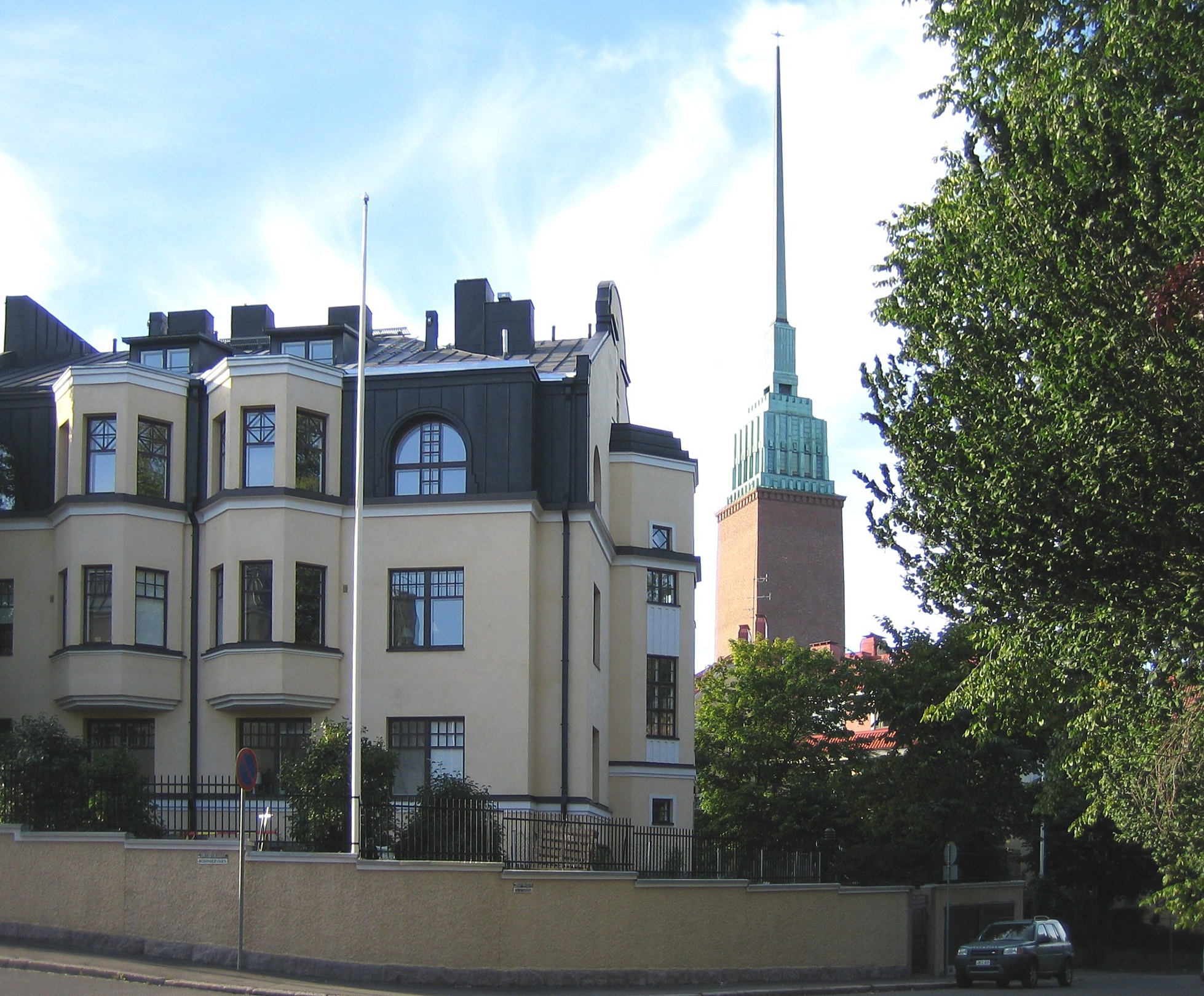
Un edificio habitacional y la iglesia de Mikael Agricola en Eira.

Eira es un distrito de la ciudad de Helsinki, en Finlandia. 
El distrito data de comienzos del siglo XX, y recibe su nombre del Hospital Eira, que a su vez es nombrado así por el Hospital Eira de Estocolmo.
Eira se encuentra al sur de la ciudad, y es la parte más meridional de Helsinki. El distrito tiene algunas de las más antiguas y exclusivas residencias, construidas en jugendstil. El popular parque Kaivopuisto, muchas embajadas extranjeras y restaurantes muy exclusivos están situados en Eira y el distrito vecino de Ullanlinna.
- Datos: Q1310518
- Multimedia: Eira / Q1310518